# Saint-Nazairebrug
De Saint-Nazairebrug (Frans: Pont de Saint-Nazaire) is een tuibrug over de monding van de rivier de Loire bij de Franse stad Saint-Nazaire in het departement Loire-Atlantique.
De bouw van de brug werd in 1974 voltooid en op 18 oktober 1975 werd hij voor het verkeer in gebruik genomen. De brug verbindt het op de noordelijke oever gelegen Saint-Nazaire met Saint-Brevin-les-Pins op de zuidoever. Hierbij wordt 3356 meter overbrugd.

## Tour de France

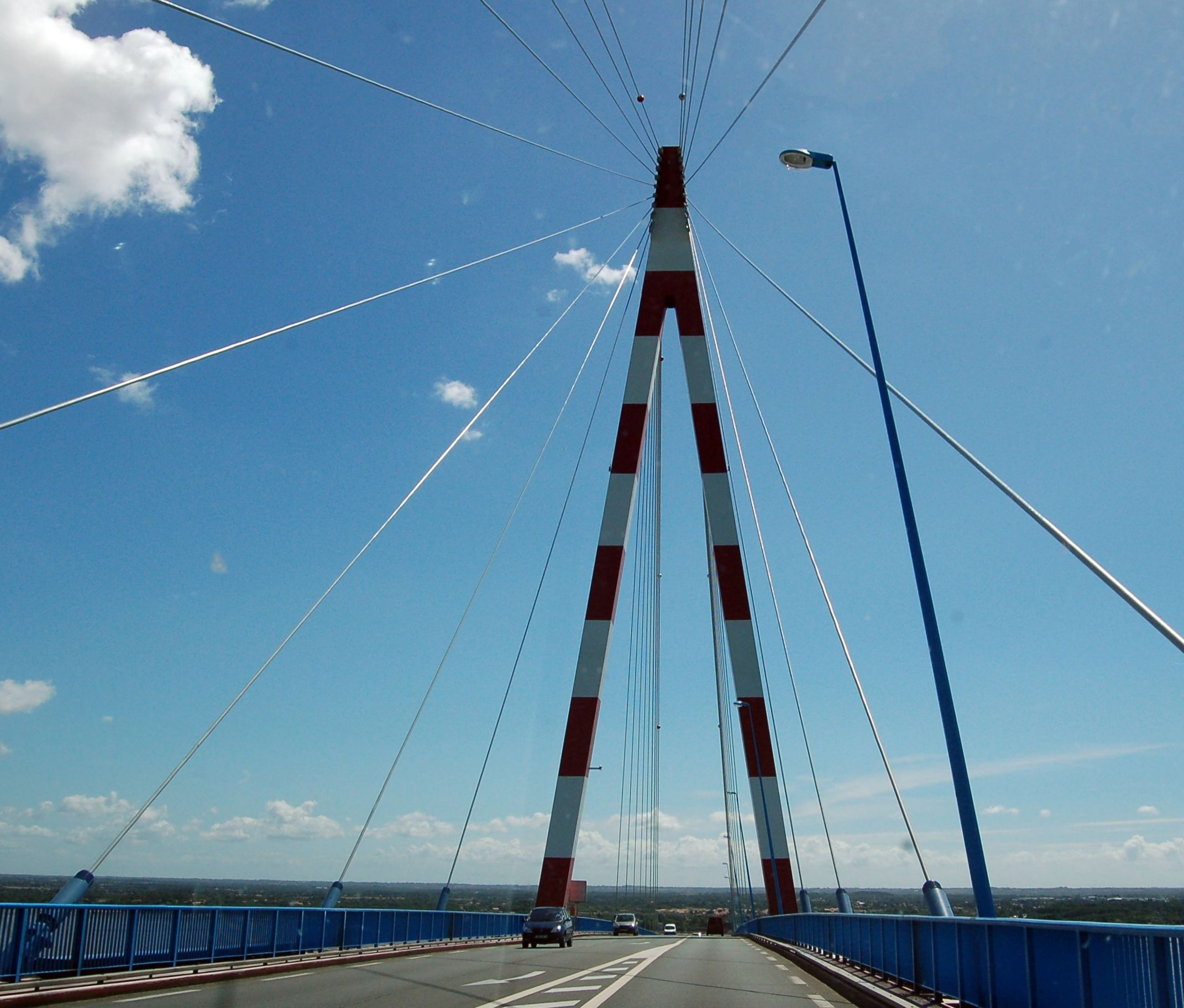
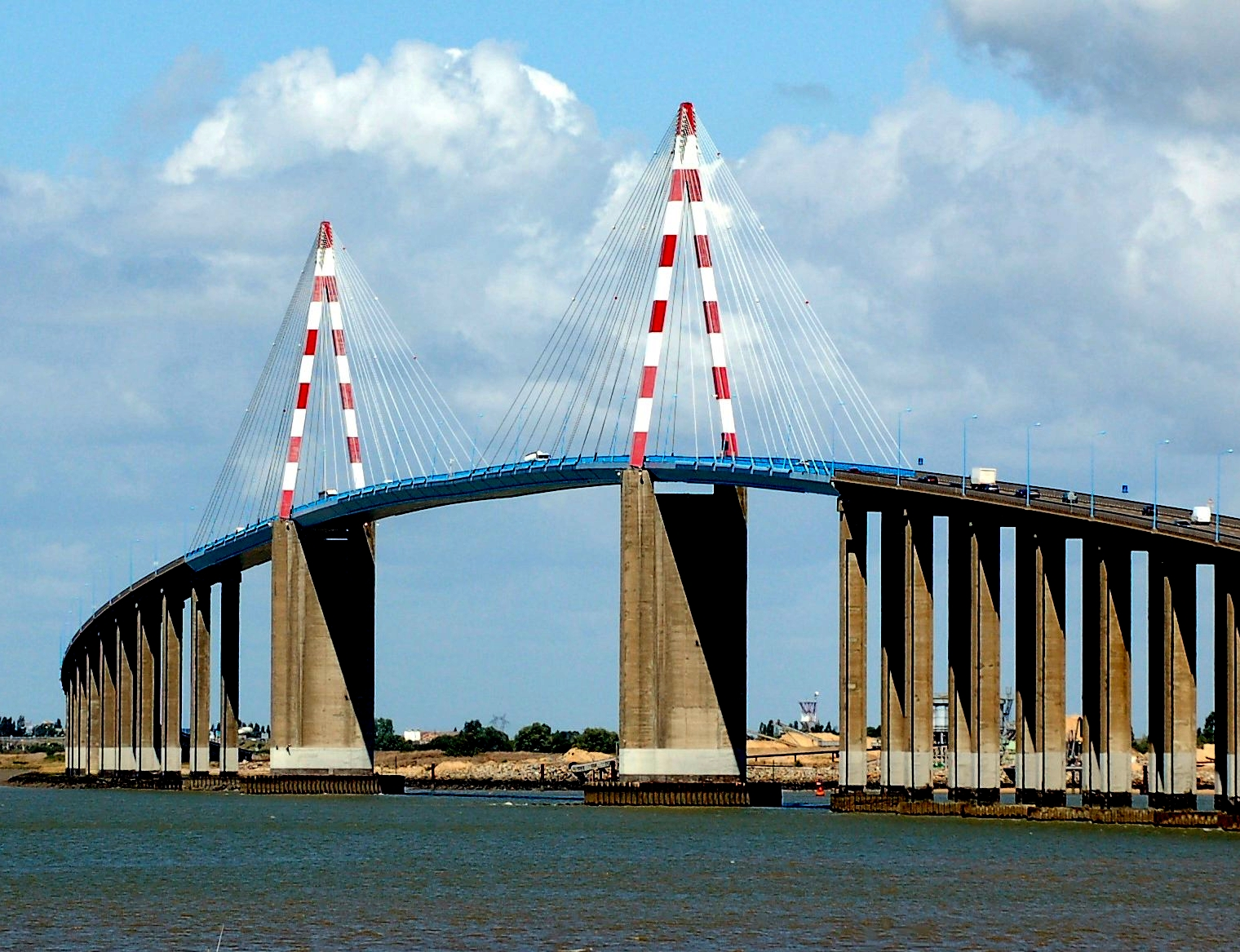
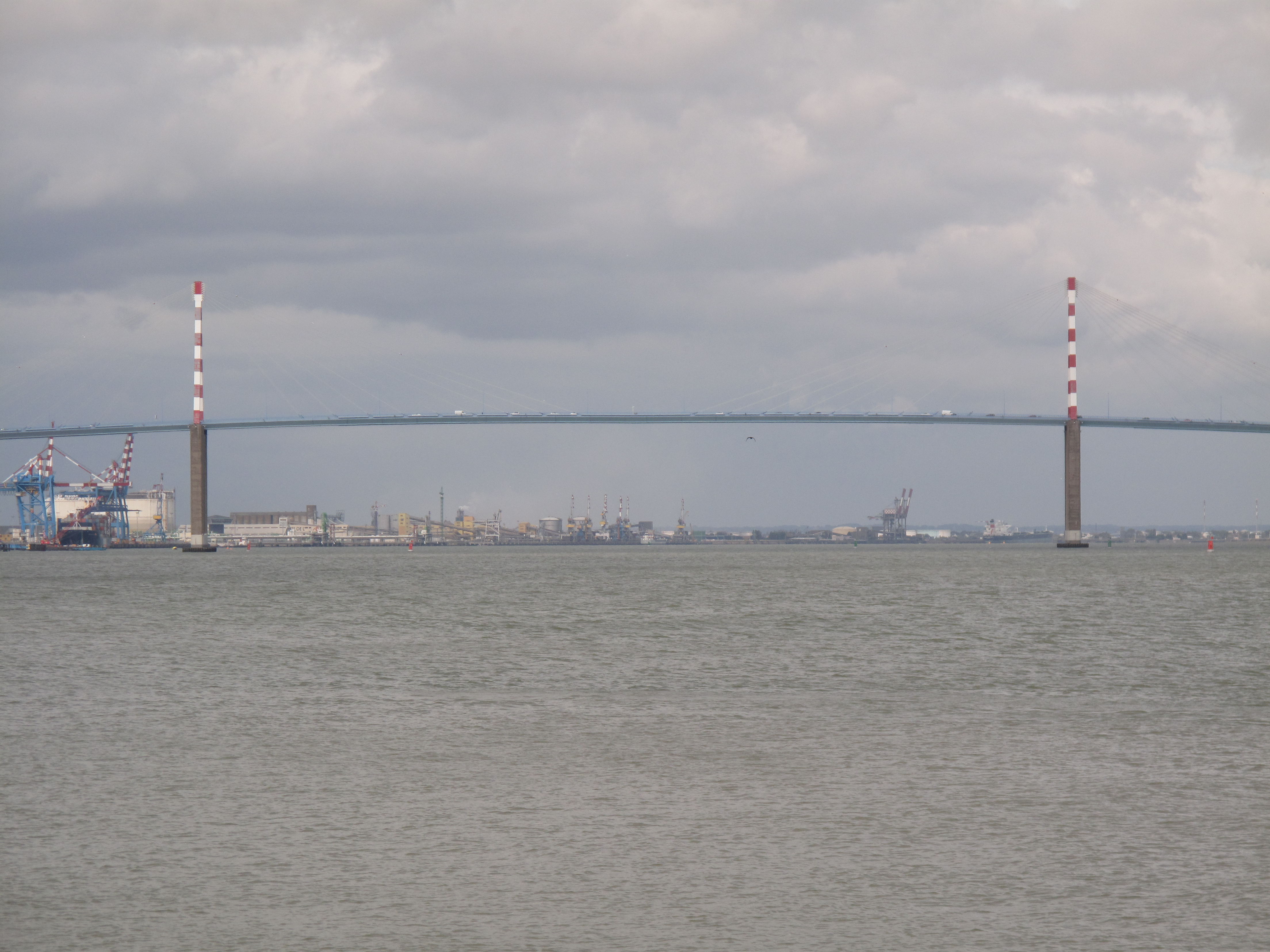

De Pont de Saint-Nazaire werd in 2011 opgenomen in de Ronde van Frankrijk. In de 3e etappe van Olonne-sur-Mer naar Redon kwam het peloton op 55 km voor de finish de zogenoemde Côte du Pont de Saint-Nazaire tegen: een beklimming van de 4e categorie.